# Zelotes rufipes
Zelotes rufipes är en spindelart som först beskrevs av Tord Tamerlan Teodor Thorell 1875.  Zelotes rufipes ingår i släktet Zelotes och familjen plattbuksspindlar.
Artens utbredningsområde är Ukraina. Inga underarter finns listade i Catalogue of Life.